# (35969) 1999 LY14
1999 LY14 (asteroide 35969) é um asteroide da cintura principal. Possui uma excentricidade de 0.10007420 e uma inclinação de 6.95278º.
Este asteroide foi descoberto no dia 11 de junho de 1999 por LINEAR em Socorro.